# Rhyacophila acutiloba
Rhyacophila acutiloba är en nattsländeart som beskrevs av Morse och Ross 1971. Rhyacophila acutiloba ingår i släktet Rhyacophila och familjen rovnattsländor. Inga underarter finns listade i Catalogue of Life.